# 新野インターチェンジ
新野インターチェンジ（あらたのインターチェンジ）は、徳島県阿南市新野町に計画中の阿南安芸自動車道（福井道路）のインターチェンジである。
阿南方面のみ出入り可能なハーフインターチェンジとして整備される予定である。

## 歴史
- 2009年（平成21年）11月24日：徳島東部都市計画道路変更素案として発表。

## 周辺
- 阿南市立新野東小学校
- 新野駅（JR四国・牟岐線）

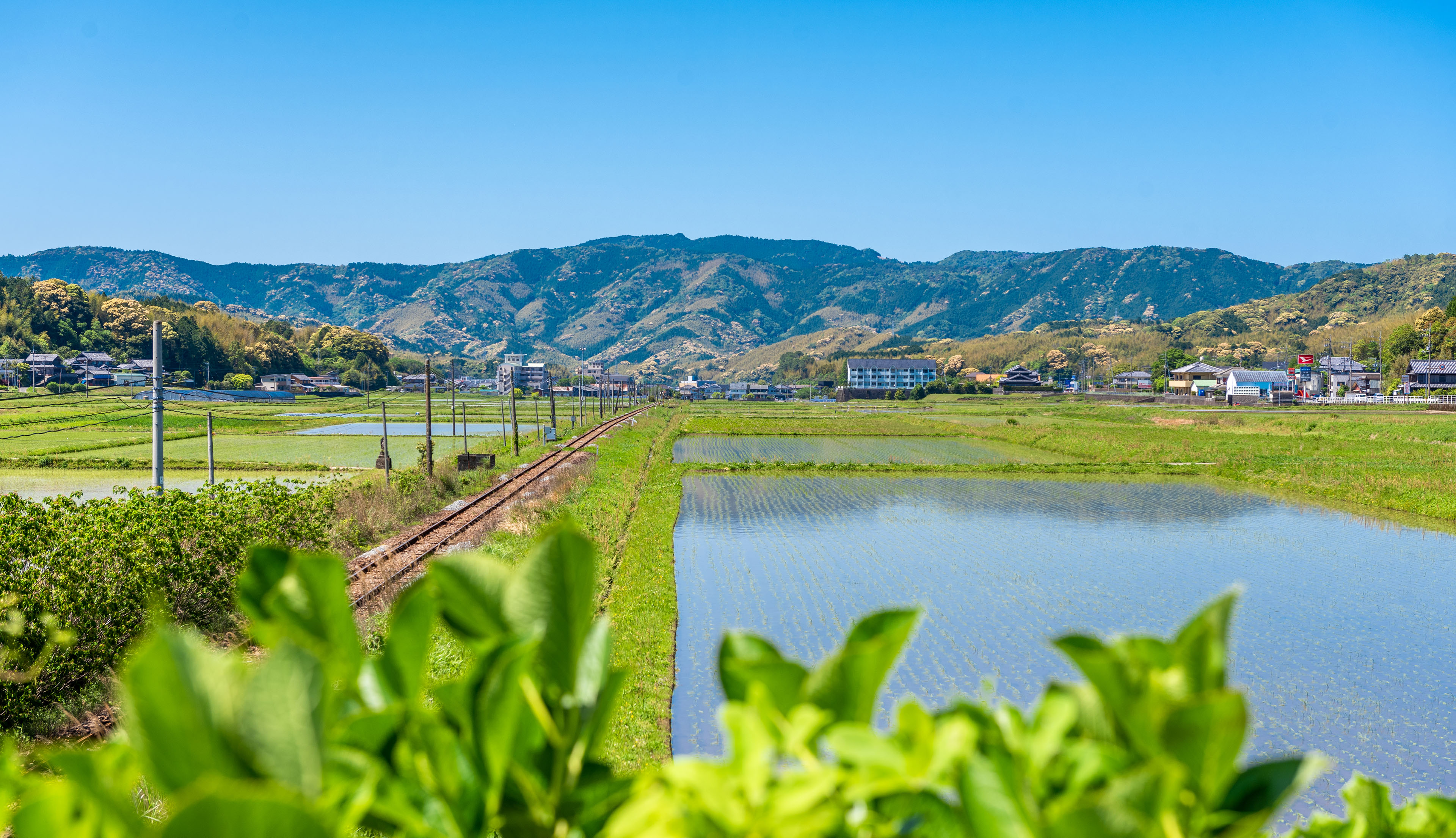
新野IC周辺

- 徳島県立阿南光高等学校新野キャンパス（旧徳島県立新野高等学校）
- 日本郵便新野郵便局
- 日亜化学工業新野工場
- 廿枝遺跡
- 一升が森

## 接続する道路

### 直接接続
- 徳島県道24号羽ノ浦福井線

### 間接接続
- 国道55号（阿南市福井町動々原、県道経由）

## 料金所
無料道路として整備される為、料金所は設置されない予定。

## 隣
E55 阿南安芸自動車道（福井道路）
桑野IC - 新野IC - 小野IC